# Cyclopides
Cyclopides là một chi bướm ngày thuộc họ Bướm nâu. Nó được đề cập trong cuốn sách về Sherlock Holmes, The Hound of the Baskervilles của Sir Arthur Conan Doyle.